# Kandid (ime)
Kandid je moško osebno ime.

## Izvor imena
Ime Kandid je različica moškega osebnega imena Žarko.

## Pogostost imena
Po podatkih Statističnega urada Republike Slovenije  na dan 31. decembra 2007 v Sloveniji ni bilo moških oseb z imenom Kandid ali pa je bilo število nosilcev tega imena manjše od 5.
Kandid je tudi naslov ene najbolj znanih Voltairovih novel, in Bernsteinove istoimenske operete, ki je nastala na podlagi Voltairovih razsvetljenskih zamisli.

## Osebni praznik
Osebe z imenom Kadid praznujejo god takrat kot osebe z imenom Žarko.